# مانادهو
مانادهو (به لاتین: Manadhoo) یک منطقهٔ مسکونی در مالدیو است. مانادهو ۳٬۸۰۰ نفر جمعیت دارد.